# Blues Traveler
Blues Traveler är ett amerikanskt bluesrockband grundat 1987 i Princeton, New Jersey.

## Medlemmar
För närvarande[när?] består bandet av följande medlemmar:
- John Popper - sång och munspel
- Chan Kinchla - gitarr
- Brendan Hill - trummor
- Tad Kinchla - bas
- Ben Wilson - keyboard

Kinchla och Ben Wilson blev en del av bandet 1999 efter basisten Bobby Sheehans död.